# Elvis in Concert
Elvis in Concert CBS TELEVISION SPECIAL – ostatni telewizyjny show Elvisa Presleya w jego karierze zarejestrowany przez telewizję CBS w dniach 19–21 czerwca 1977 roku (niecałe 2 miesiące przed śmiercią Presleya 16 sierpnia).
Wyemitowany został już po jego śmierci 3 października 1977.
CBS sfilmowała 3 koncerty z ostatniej trasy koncertowej Elvisa (przy czym wykorzystano w materiale tylko 2, koncert z Omaha w Nebrasce i z Rapid City w Południowej Dakocie).
Film trwa ogółem 49 minut i 55 sekund i kończy się specjalną wiadomością od ojca Elvisa, gdzie dziękuje CBS za sfilmowanie i stworzenie show oraz fanom za wsparcie psychiczne.
Mówi też, że show pokazuje ostatni występ Elvisa, który de facto odbył się kilka dni później 26 czerwca (nie został sfilmowany przez telewizję).
Zarejestrowany materiał pozwolił stworzyć również ostatni album Presleya Elvis in Concert, który został wydany razem s singlem My Way również 3 października 1977 roku.

## Lista piosenek / scen
- Elvis Fans’ Comments/Opening Riff
- Introduction/Also sprach Zarathustra
- „See See Rider”
- „That’s All Right”
- „Are You Lonesome Tonight?”
- „Teddy Bear/Don’t Be Cruel”
- Elvis Fans’ Comments
- „You Gave Me a Mountain”
- „Jailhouse Rock”
- Elvis Fans’ Comments
- „How Great Thou Art”
- Elvis Fans’ Comments
- „I Really Don’t Want to Know”
- Elvis Introduces His Father
- „Hurt”
- „Hound Dog”
- „My Way”
- „Can’t Help Falling in Love”
- Closing Riff
- Message From Vernon Presley